# Demeure Hugon
Pour les articles homonymes, voir Hugon.
La Demeure Hugon ou Maison de bois est une maison située à Bourg-en-Bresse, dans le département de l'Ain, à l'intersection entre la rue Gambetta et la rue Victor-Basch.

## Présentation
Datant de 1496, la maison de bois fait l’objet d’un classement au titre des monuments historiques depuis le 15 mars 1940. 